# 吕皮亚克
吕皮亚克（法語：Lupiac，法語發音：[lypjak]）是法国热尔省的一个市镇，位于该省中西部，属于米朗德区。

## 地理
吕皮亚克（43°40'55"N, 0°10'54"E）面积34.5 平方千米，位于法国奧克西塔尼大區热尔省，该省份为法国西南部内陆省份，北起顺时针与洛特-加龙省、塔恩-加龙省、上加龙省、上比利牛斯省、大西洋比利牛斯省和朗德省接壤。
与吕皮亚克接壤的市镇（或旧市镇、城区）包括：艾尼昂、贝尔蒙、卡斯泰尔纳韦、卡斯蒂隆代巴特、卡佐当格莱斯、马尔古厄梅梅、大佩吕斯、圣皮埃尔多贝济。

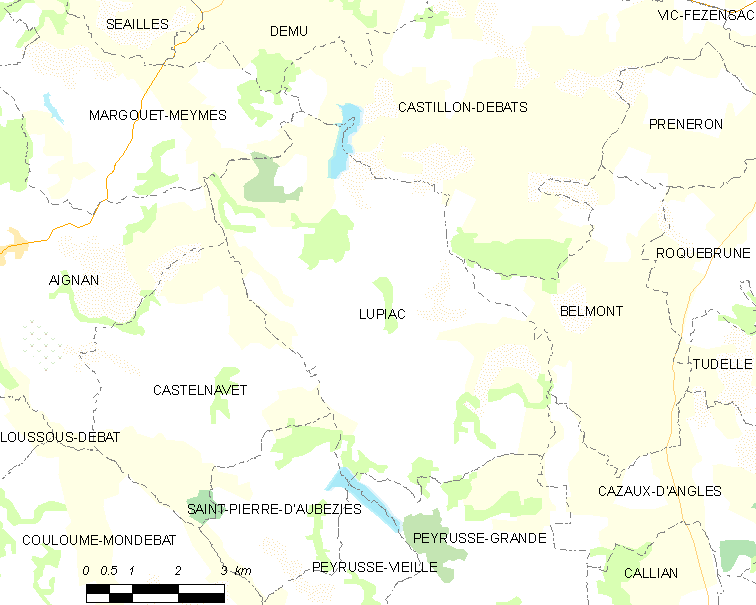
吕皮亚克的OSM定位图

吕皮亚克的时区为UTC+01:00、UTC+02:00（夏令时）。

## 行政
吕皮亚克的邮政编码为32290，INSEE市镇编码为32219。

## 政治
吕皮亚克所属的省级选区为弗藏萨克县。

## 人口

1962-2008年间吕皮亚克人口变化图示

吕皮亚克于2022年1月1日时的人口数量为310人。